# Židovský vrch (Šluknovská pahorkatina)
Židovský vrch (německy Judenberg) je kopec o nadmořské výšce 378 m nacházející se ve Šluknově v Ústeckém kraji.

## Charakteristika
Vrch náleží ke geomorfologickému celku Šluknovská pahorkatina, jeho okrsku Šenovská pahorkatina a podokrsku Hrazenská pahorkatina. Geologické podloží tvoří střednězrnný lužický granodiorit, který je narušen žílami doleritu, v dolní části svahů se pak nalézají kvartérní sedimenty, jako spraše a sprašové hlíny či písky a písčité štěrky. Převládajícími půdními typy jsou modální mesobazická kambizem, oglejená kambizem a oglejená luvizem, méně je zastoupena modální eutrofní kambizem a eutrofní glej. Židovský vrch je ohraničen Rožanským potokem a jeho přítoky Šluknovským a Novohraběcím potokem. Celý kopec tak náleží k povodí Sprévy a Labe a úmoří Severního moře. Lesní porost se nachází pouze ve vrcholové části, na jižní svahy zasahuje zástavba města Šluknov. Ve vrcholové části se nachází hřiště a kovaný kříž s kamenným podstavcem, další kovaný kříž stojí u silnice na Nové Hraběcí. Na jižním svahu stojí vysílač. Přes jižní svah dále vede Železniční trať Rumburk–Sebnitz.

## Turistika
Přes východní svah vedou modrá a červená turistická trasa ve směru do Šluknova a do Rožan. Na severovýchodním úpatí začíná a končí naučná stezka Šluknov–Rožany. Ze šluknovského náměstí Míru vede k vyhlídce Židovském vrchu zelená turistická trasa. Vyhlídka z roku 2018 má podobu vysuté vyhlídkové plošiny opatřené bezbariérovým přístupem. Poskytuje výhled na město Šluknov a kopce jižně od něj.

## Galerie

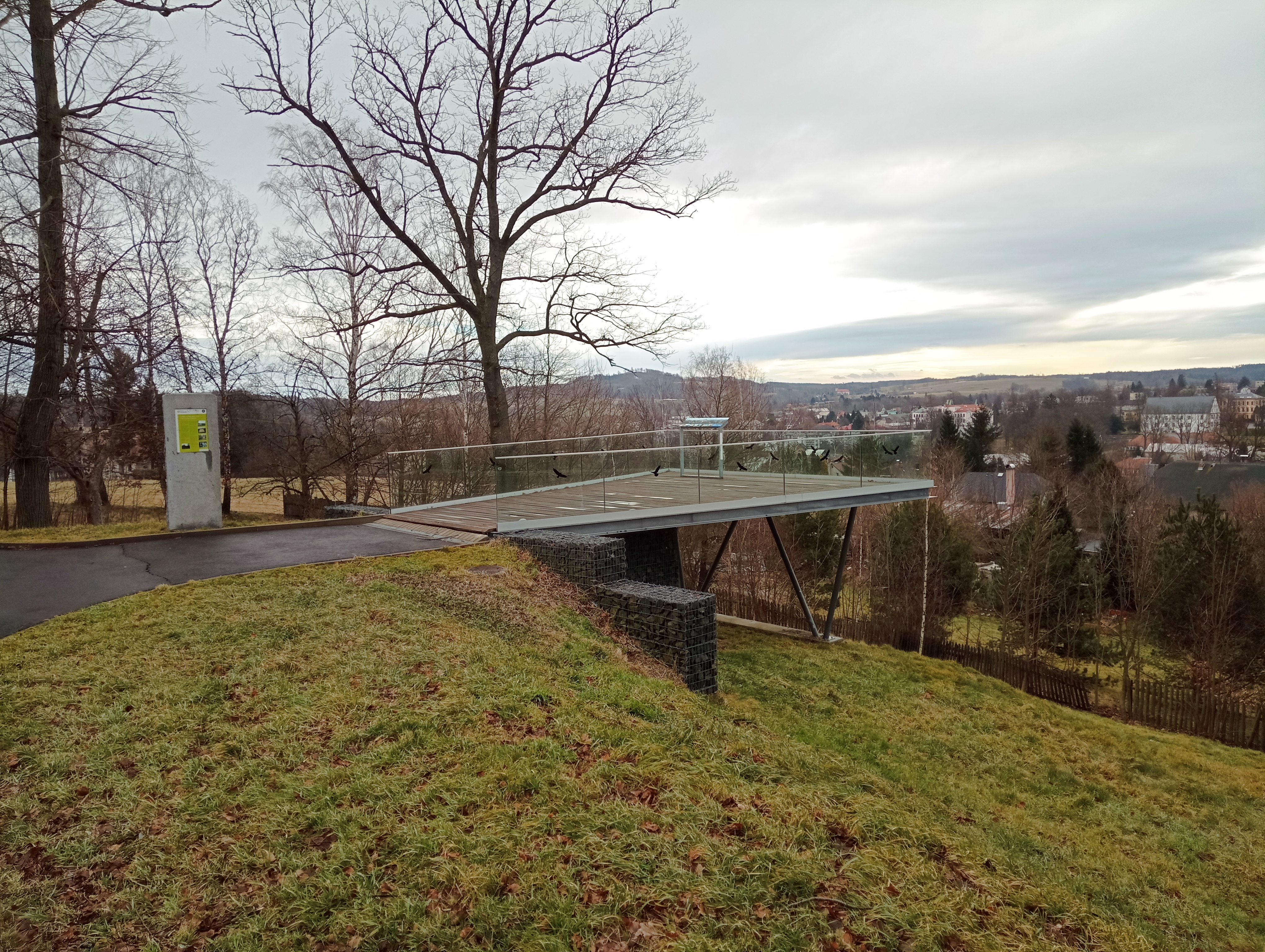
Vyhlídková plošina